# Nevada National Security Site

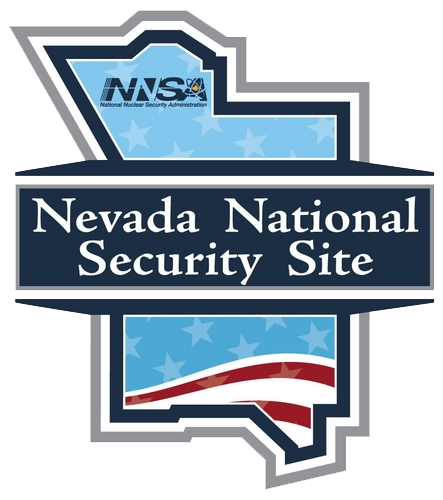
Neues Logo der Nevada National Security Site (NNSS) ab ca. 2010

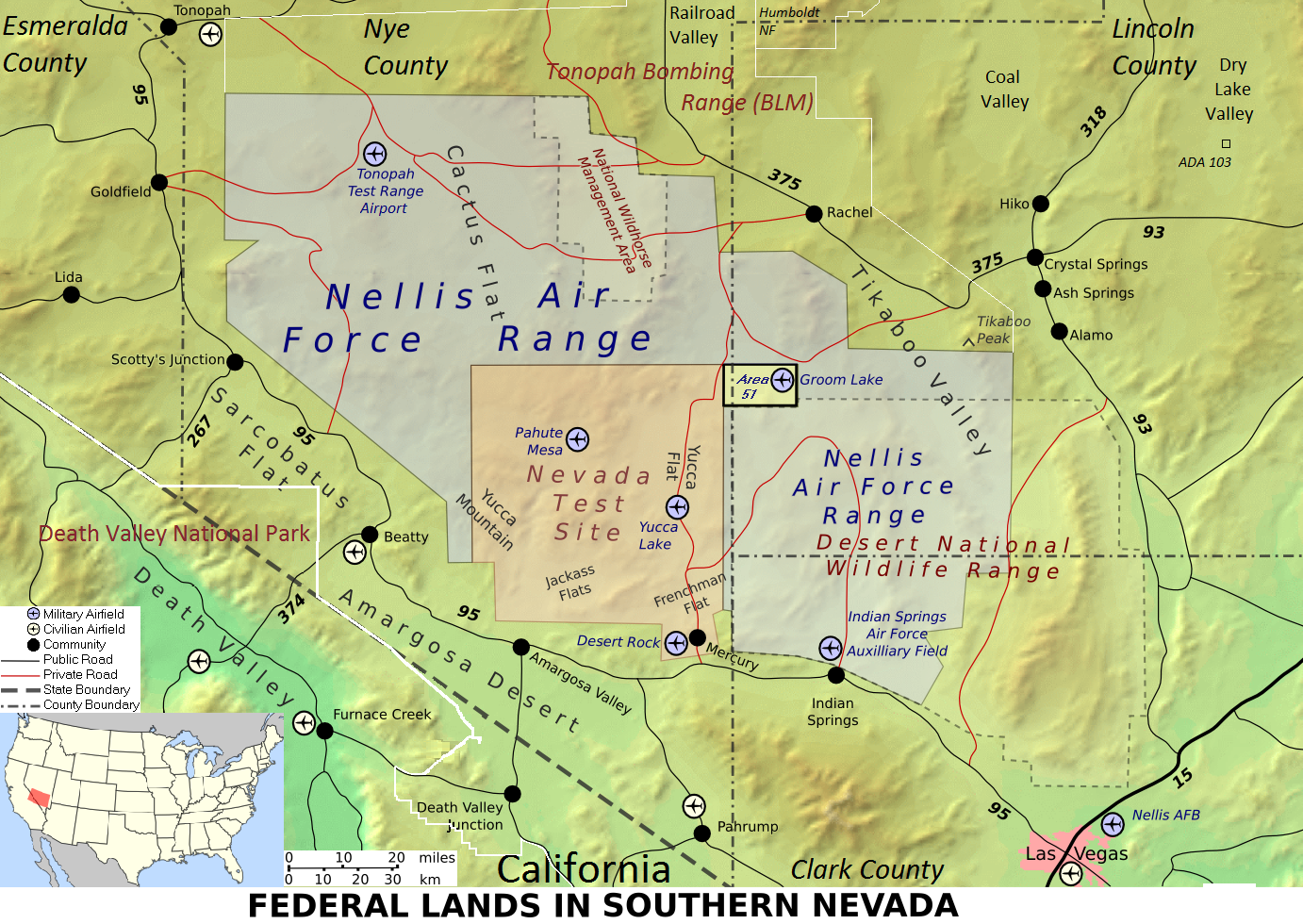
Nevada Test Site (NTS) und Umgebung. Links und rechts davon liegt die Nellis Air Force Range. Nördlich der NTS liegt die Area 51 und noch weiter nördlich die Tonopah Test Range (TTR).

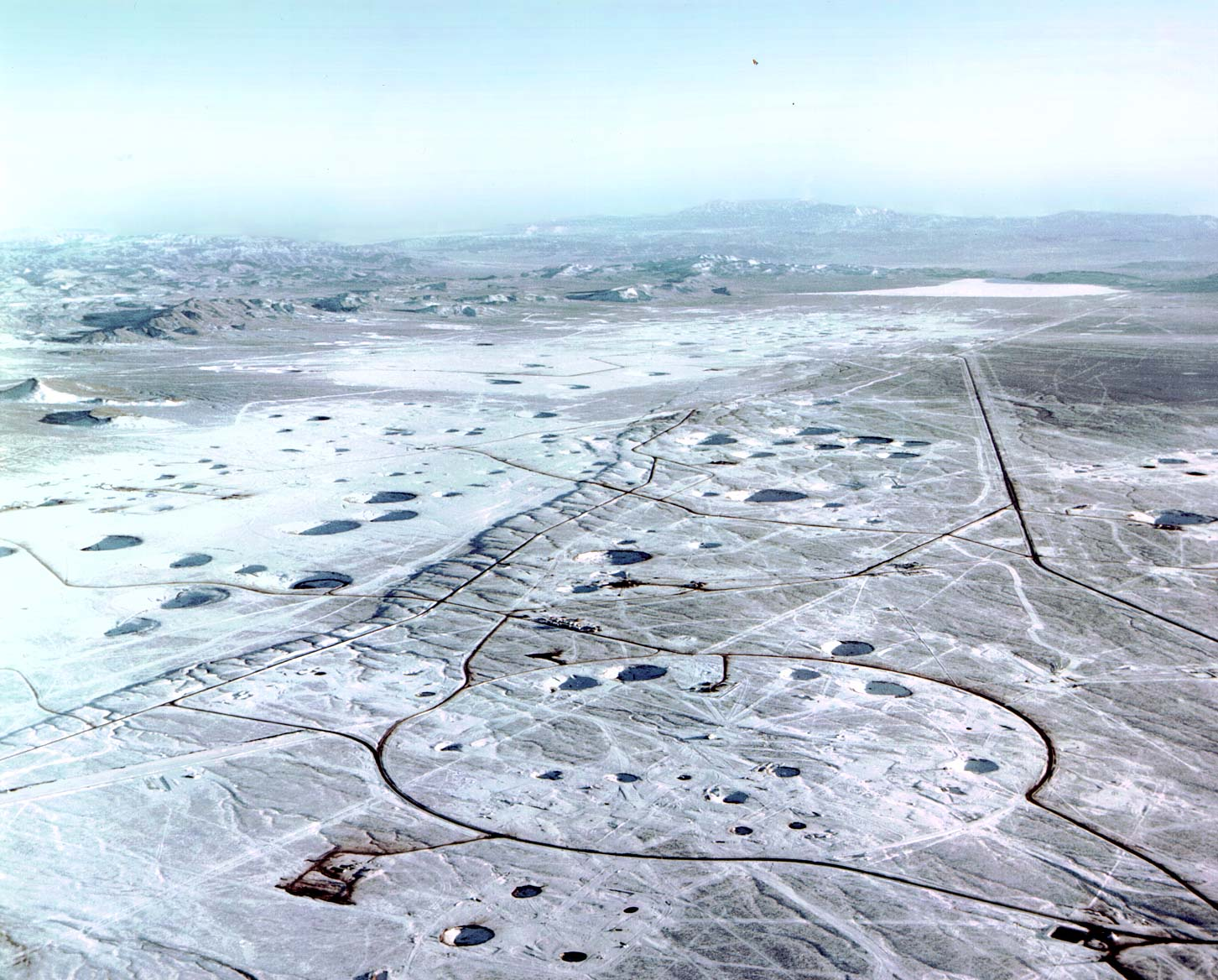
Explosionskrater im Yucca Flat. In diesem Bereich fanden die meisten Tests statt.

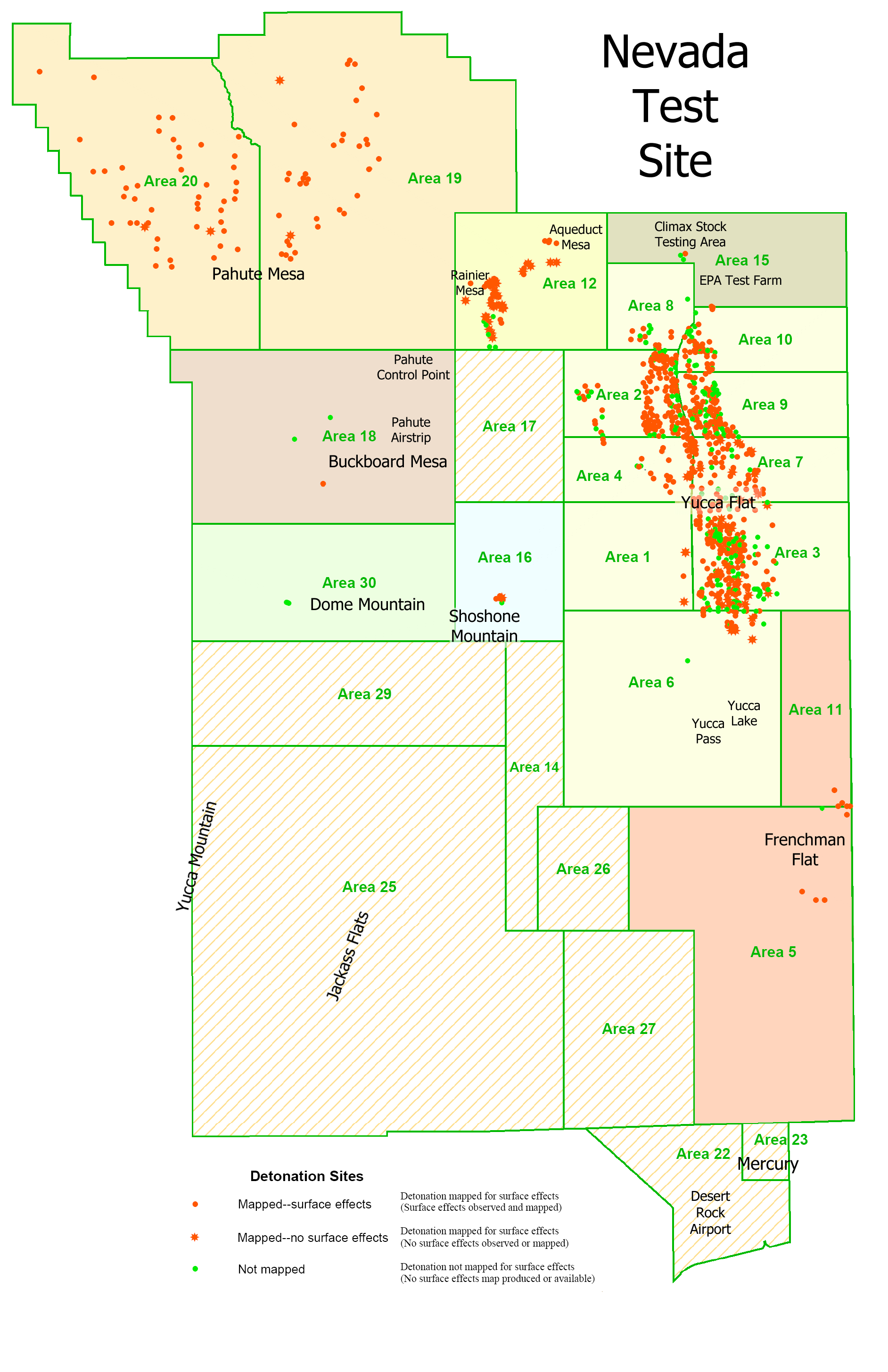
Auswirkungen von Tests auf die geologische Oberfläche nach einer Studie des U.S. Geological Survey (USGS).

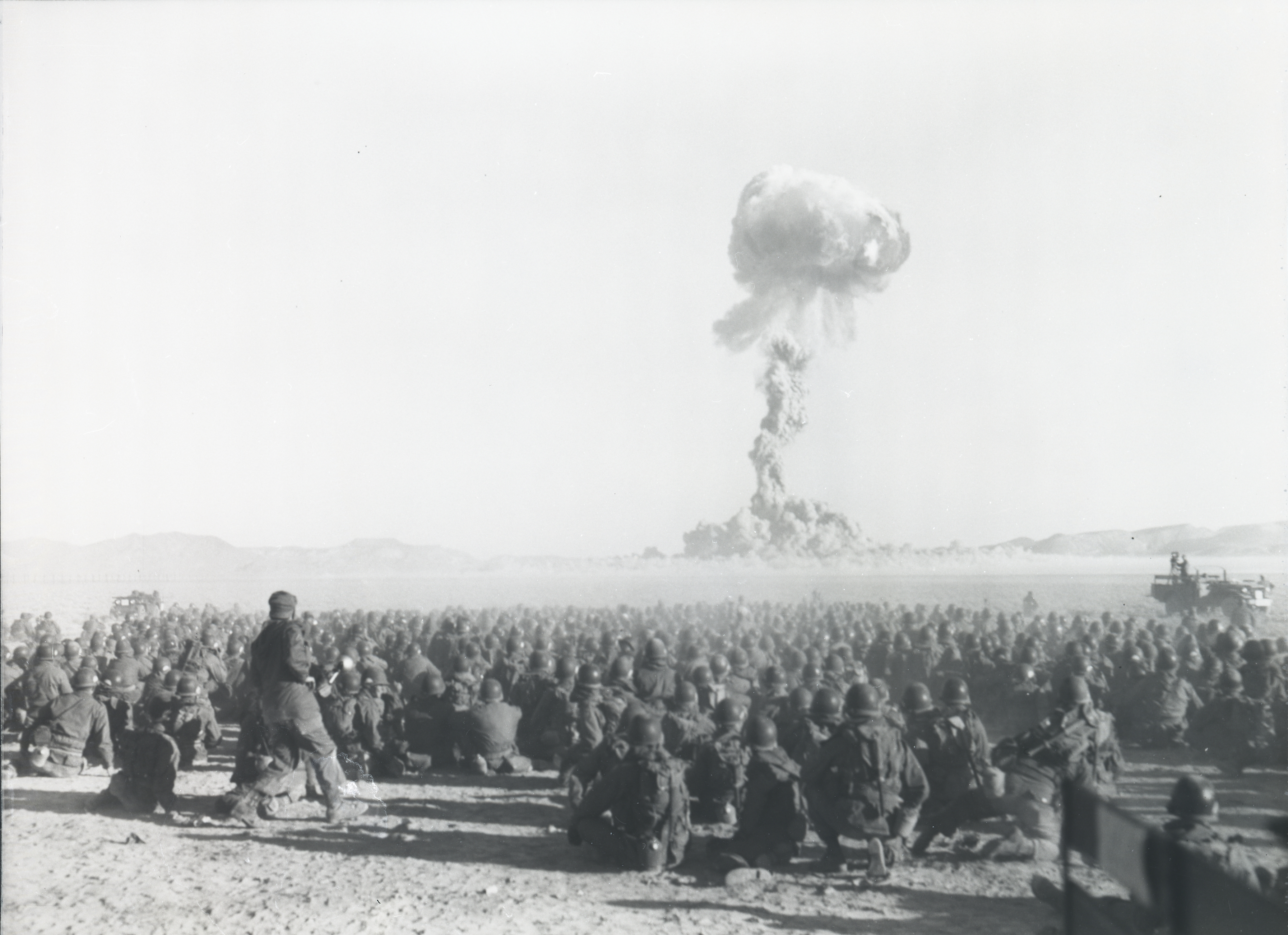
Kernwaffentest „Dog“ der Buster Operation – die 21 kT Explosion fand am 1. November 1951 statt. Die Truppen sind ca. 6 Meilen (9,5 Kilometer) von der Explosion entfernt.

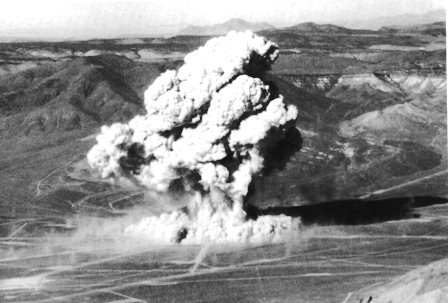
Operation Buster-Jangle Uncle, der erste unterirdische Kernwaffentest (UGT) am 29. November 1951

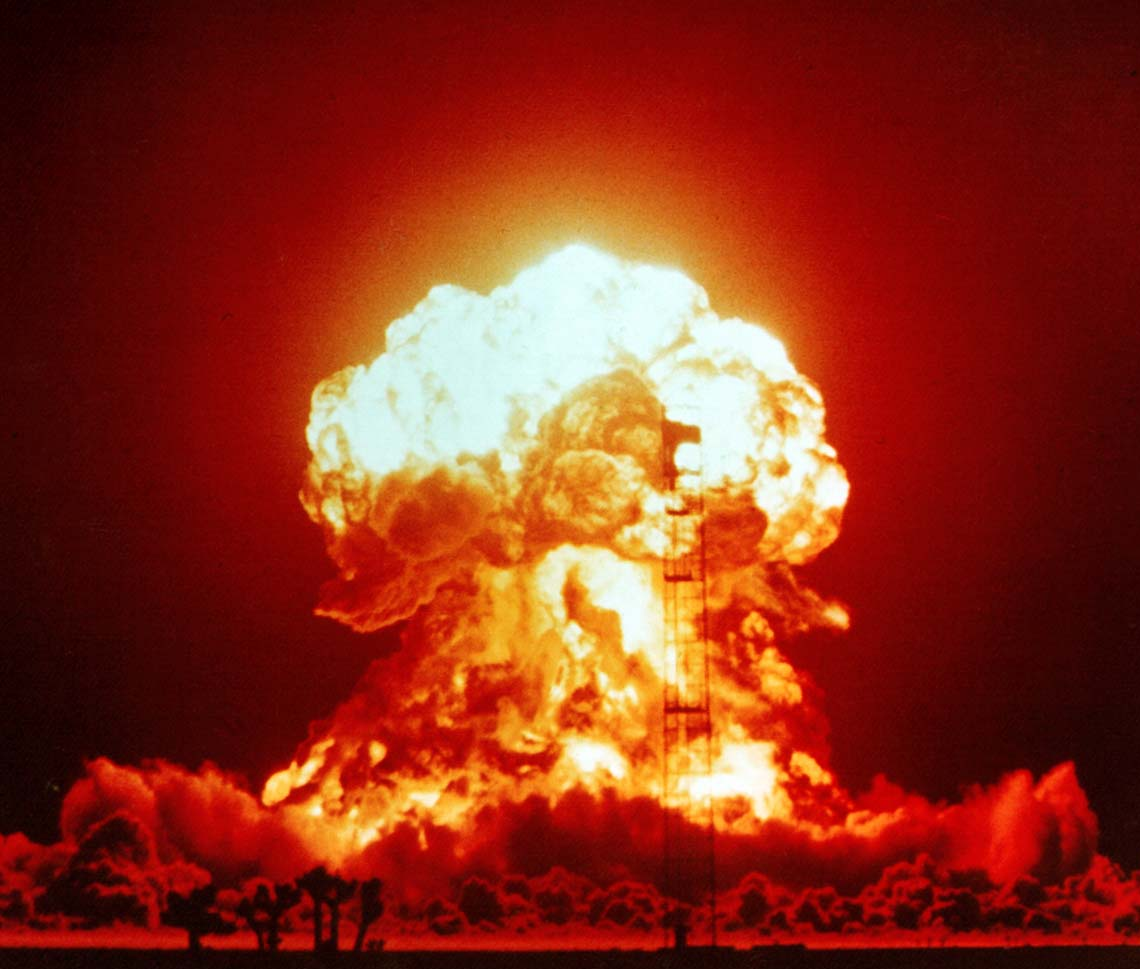
Boden-Explosion des Geräts Badger der Operation Upshot-Knothole gezündet am 18. April 1953 mit einem Yield von etwa 23 kT.

Die Nevada National Security Site (NNSS) und bis 2010 die Nevada Test Site (NTS) ist ein US-amerikanisches Atomwaffentestgelände. Das Gelände liegt innerhalb der Nellis Range und ist ein rund 3500 km² großes Sperrgebiet nördlich von Las Vegas im US-Bundesstaat Nevada. Die südlichste Siedlung auf dem Gelände ist Mercury. 

## Beschreibung
Die NTS verfügt über 28 verschiedene Testgelände, 1100 Gebäude, 640 Kilometer asphaltierte Straßen, 480 Kilometer Schotterpisten, 10 Hubschrauberlandeplätze und 2 Behelfsflugplätze.
Für Besucher gibt es das National Atomic Testing Museum (Atomic Museum) in Las Vegas.

## Organisation
Die NTS war über Jahrzehnte Teil der Atomic Energy Commission (AEC). Die NNSS ist heute Teil der National Nuclear Security Administration (NNSA).

## Kernwaffentests
Von 1951 bis 1962 wurden auf dem Testgelände 119 oberirdische Kernwaffentests (AGT) und von 1962 bis zum Teststopp-Memorandum 1992 über 1000 unterirdische Atomwaffentests  (UGT) durchgeführt. Die Pilzwolken der oberirdischen Atombombentests waren zum Teil bis in das etwa 100 Kilometer entfernte Las Vegas zu sehen, auch die seismischen Erschütterungen waren dort zu spüren. Neben den Kernwaffentests gab es zahlreiche andere physikalische Versuche, für die auch der ungewöhnliche BREN-Tower errichtet worden war.
Die NTS wurde auch von Großbritannien für einige Tests benutzt. 

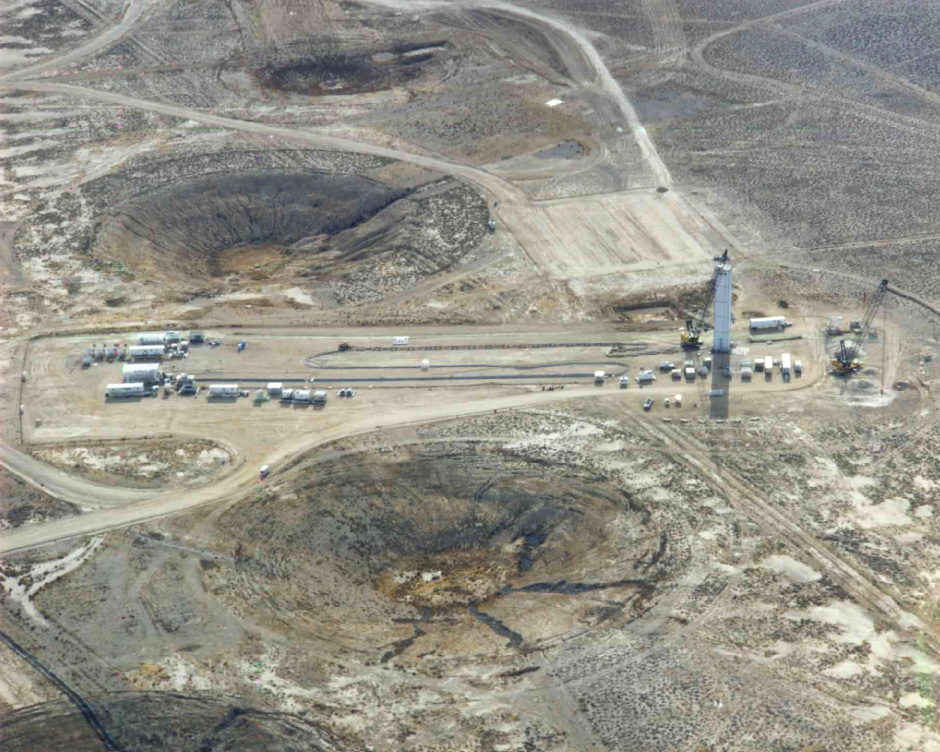
Ein typischer Teststand auf der NTS: Rechts ist der Bohrturm zu sehen. Links davon befindet sich die Verkabelung zur Messtechnik und Diagnose, die in Containern untergebracht ist. Die Krater anderer Untererdetests (UGT) sind ebenfalls erkennbar.

### Joint Verification Experiment
Im Zuge des Threshold Test Ban Treaty (TTBT) wurde zwischen der ehemaligen Sowjetunion und den USA ein sog. Joint Verification Experiment (JVE) durchgeführt. Das JVE war eine Kooperation der Länder zur Messung der Sprengkraft von Atomtests auf beiden Seiten, um einen Überprüfungsmechanismus für den TTBT-Vertrag zur Begrenzung der Sprengkraft solcher Tests zu schaffen.

## Andere Aktivitäten

### Raketenexperimente
Auf der NNSS wurden zahlreiche Raketenexperimente durchgeführt, wie die nuklear angetriebene NERVA-Rakete und sogar ein nukleares Staustrahltriebwerk. In den 1950er Jahren erfolgten zahlreiche Starts von Forschungsraketen zur Untersuchung der Explosionswolken der Atombomben. 1997 wurden auf dem Testgelände einige Höhenforschungsraketen des Typs Castor-Orbus bei 36° 45′ N, 116° 7′ W gestartet.

### Umweltmonitoring
Um das Gebiet wurde im Rahmen des Community Environmental Monitoring Program ein ODL-Messnetz errichtet, mit dem die luft-, boden- und wassergetragene Orts-Dosisleistung überwacht wird. Das Messnetz wurde im Jahr 1981 aufgebaut und verfügt heute über 29 Sondenstandorte in den Bundesstaaten Nevada, Utah und Kalifornien. Sitz der Messnetzzentrale ist das Western Regional Climate Center in Reno.

## Kontroversen
Auf Grund des Vertrages von Ruby Valley (1863), der ihnen zwei Drittel Nevadas zusicherte, wird das Gelände von den Westlichen Shoshonen beansprucht. Seit Jahrzehnten ist die Haupteinfahrt zum Testgelände an der US 95 (Abfahrt Mercury, 36° 36′ 9,5″ N, 115° 59′ 56,2″ W) Zielort vieler Antiatomproteste aus allen Teilen der USA.
Das umstrittene, in den Planungen jedoch seit Februar 2009 gestoppte nukleare Endlager der USA unter dem Bergrücken von Yucca Mountain befindet sich teilweise auf dem Gebiet der NNSS.

## Versuchsserien auf dem Testgelände von Nevada
| Name                      | Zeitraum  | Anzahl Tests | Meilensteine |
| ------------------------- | --------- | ------------ | --- |
| Operation Ranger          | 1951      | 005          | Erste Tests auf der NTS |
| Operation Buster-Jangle   | 1951      | 007          | |
| Operation Tumbler-Snapper | 1952      | 008          | |
| Operation Upshot-Knothole | 1953      | 011          | |
| Operation Teapot          | 1955      | 014          | |
| Project 56                | 1955–1956 | 004          | |
| Operation Plumbbob        | 1957      | 030          | |
| Project 57                | 1957      | 001          | |
| Project 58                | 1957–1958 | 004          | |
| Operation Hardtack II     | 1958      | 037          | |
| Operation Nougat          | 1961–1962 | 044          | LTBT-Vertrag verbietet AGT |
| Operation Dominic II      | 1962      | 004          | Letzten AGT auf der NTS, danach alle UGT |
| Operation Storax          | 1962–1963 | 048          | |
| Operation Niblick         | 1963–1964 | 041          | |
| Operation Whetstone       | 1964–1965 | 047          | |
| Operation Flintlock       | 1965–1966 | 048          | |
| Operation Latchkey        | 1966–1967 | 037          | |
| Operation Crosstie        | 1967–1968 | 047          | |
| Operation Bowline         | 1968–1969 | 048          | |
| Operation Mandrel         | 1969–1970 | 051          | |
| Operation Emery           | 1970–1971 | 016          | |
| Operation Grommet         | 1971–1972 | 033          | |
| Operation Toggle          | 1972–1973 | 027          | |
| Operation Arbor           | 1973–1974 | 019          | |
| Operation Bedrock         | 1974–1975 | 027          | Schwellenwert-Teststoppabkommen (TTBT) von USA und UdSSR unterzeichnet, ab dann UGT Yield < 150 kT |
| Operation Anvil           | 1975–1976 | 021          | |
| Operation Fulcrum         | 1976–1977 | 021          | |
| Operation Cresset         | 1977–1978 | 023          | |
| Operation Quicksilver     | 1978–1979 | 018          | |
| Operation Tinderbox       | 1979–1980 | 015          | |
| Operation Guardian        | 1980–1981 | 016          | |
| Operation Praetorian      | 1981–1982 | 022          | |
| Operation Phalanx         | 1982–1983 | 019          | |
| Operation Fusileer        | 1983–1984 | 017          | |
| Operation Grenadier       | 1984–1985 | 017          | |
| Operation Charioteer      | 1985–1986 | 018          | |
| Operation Musketeer       | 1986–1987 | 015          | |
| Operation Touchstone      | 1987–1988 | 014          | |
| Operation Cornerstone     | 1988–1989 | 012          | |
| Operation Aqueduct        | 1989–1990 | 011          | |
| Operation Sculpin         | 1990–1991 | 008          | |
| Operation Julin           | 1991–1992 | 008          | Gerät Divider, der letzte UGT-Kernsprengkopftest der USA am 23. September 1992; ab dann Übergang zum Nichttestbetrieb "Stockpile Stewardship"; die NTS bleibt weiterhin in Betrieb und wird zum NNSS-Testkomplex umgebaut. |
| Summe                     | 1951–1992 | 933          | |

Das Gerät Pascal-A der Operation Plumbbob war der erste Schachttest, d. h. im Untergrund, am 26. Juli 1957 und der 100. Test der USA. Bis 1963 wurden Luft- und Bodentests (AGT) auf der NTS ausgeführt, teilweise auch schon Untererdetests (UGT).
Das Limited Test Ban Treaty (LTBT) verbot diese. Operation Dominic II war die letzte Testkampagne bevor man auf der NTS ausschließlich unter der Erde getestet hat. Die UGTs wurden wiederum durch das Schwellenwert-Teststoppabkommen (TTBT) auf maximal 150 kT Ausbeute (Yield) eingeschränkt.

### Fachliteratur
- AEC: Assuring Public Safety in Continental Weapons Tests. United States Atomic Energy Commission, Washington, D.C. 1953 (englisch, archive.org).
- Anthony Turkevich: Assuring Public Safety in Continental Weapons Tests: AEC Thirteenth Semiannual Report. In: Bulletin of the Atomic Scientists. Band 9, Nr. 3, April 1953, S. 85–89, doi:10.1080/00963402.1953.11457390 (englisch).
- S. Glasstone, Philip J. Dolan: Die Wirkungen der Kernwaffen. Carl Heymanns Verlag, Köln 1964 (Basiert auf der 2. Aufl. Glasstone "The Effects of Atomic Weapons").
- P. Chadwick, A. D. Cox, H. G. Hopkins: Mechanics of deep underground explosions. In: Philosophical Transactions of the Royal Society of London. Series A, Mathematical and Physical Sciences. Band 256, Nr. 1070, 23. Juli 1964, S. 235–300, doi:10.1098/rsta.1964.0006 (englisch).
- Edwin B. Eckel: Nevada Test Site (= Memoir. Band 110). Geological Society of America, Boulder, CO 1968 (englisch, archive.org).
- S. Glasstone: Public Safety and Underground Nuclear Detonations. 1971, doi:10.2172/4007004 (englisch).
- Frank H. Shelton: Reflections of a Nuclear Weaponeer. Shelton Enterprises, Colorado Springs, CO 1988, ISBN 978-1-881816-02-7 (englisch).
- DOE Nevada Operations Office: United States Nuclear Tests - July 1945 through September 1992 (DOE NV-209). Nevada Operations Office, Nevada 2015 (englisch, nnss.gov [PDF] NV-209 ist das offizielle und öffentliche Dokument des DOE/NNSA zu allen US-Tests.).

### Sachliteratur und Andere
- Carole Gallagher: American Ground Zero: The Secret Nuclear War. The MIT Press, Cambridge, MA 1993, ISBN 978-0-262-07146-8 (englisch, archive.org).
- Michael Light (Hrsg.): 100 Sonnen: 1945 - 1962. Knesebeck, München 2003, ISBN 978-3-89660-190-2.